# سفارت برزیل در اتاوا
سفارت برزیل در اتاوا (به انگلیسی: Embassy of Brazil) یک منطقهٔ مسکونی و نمایندگی سیاسی این کشور در کانادا است که در اتاوا واقع شده‌است.